# Bull Ridge
Bull Ridge är en bergstopp i Antarktis. Den ligger i Västantarktis. Argentina, Chile och Storbritannien gör anspråk på området. Toppen på Bull Ridge är 258 meter över havet.
Terrängen runt Bull Ridge är bergig norrut, men söderut är den kuperad. Trakten är obefolkad. Det finns inga samhällen i närheten. 